# Scolopax rochussenii
Scolopax rochussenii là một loài chim trong họ Scolopacidae.